# Théorie du peuplement tardif

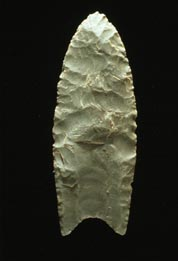
Une pointe Clovis, flutée à la base

La Théorie du peuplement tardif, également dénommée Théorie de Clovis, a longtemps été la théorie dominante chez les archéologues américains concernant le premier peuplement de l'Amérique. Cette théorie avançait que les premières populations paléoindiennes n'étaient parvenues au sud de l'inlandsis laurentidien qu'au XIIe millénaire av. J.-C. Venues de Sibérie, elles avaient traversé la Béringie jusqu'en Alaska en profitant du bas niveau des mers dû à la dernière période glaciaire. Elles seraient ensuite parties vers le sud à travers un couloir libre de glace à l'est des montagnes Rocheuses, la vallée du fleuve Mackenzie, dans le Nord-Ouest du Canada, pendant que le glacier reculait.
Les archéologues ont trouvé en Amérique du Nord de nombreux sites de cette époque, attribués à une culture archéologique qu'ils ont dénommée culture Clovis, du nom du premier site découvert en 1929 au Nouveau-Mexique. Cette culture est notamment caractérisée par ses pointes de lance flutées, dites pointes Clovis.

## Avant Clovis
Aleš Hrdlička (1869-1943) est l'auteur de la théorie asiatique, toujours en vigueur aujourd'hui et validée par la génétique, soutenant que l'Homme est arrivé en Amérique par l’Alaska, venant de la Sibérie et traversant le détroit de Béring. Il développa sa théorie dans son ouvrage, La question de l’ancien homme en Amérique, publié en 1937. Cependant, il croyait en une arrivée récente des premiers groupes humains, ne remontant pas au delà de l'Holocène.

## Théorie de Clovis
La théorie de Clovis se basait au départ sur les nombreux sites archéologiques trouvés en Amérique du Nord et datés du XIIe millénaire av. J.-C., attribués à la culture Clovis. Celle-ci s'étend d'environ 11500 à 11000 av. J.-C. Progressivement, des sites plus anciens ont été mis au jour en Amérique du Nord et du Sud, mais ils ont été systématiquement contestés par les partisans de la théorie de Clovis, qui sont restés majoritaires jusqu'à la fin du XXe siècle. Parmi les chercheurs qui ont cherché à prolonger ce paradigme au-delà du XXe siècle, on peut citer Thomas Lynch, de l'université Cornell, et Calbot Vance Haynes.
Les arguments en faveur de la théorie du peuplement tardif étaient :
- On n'a toujours pas trouvé à ce jour de fossiles humains pré-Clovis.
- On n'aurait pas prouvé de façon rigoureuse l'âge d'autres sites archéologiques qui contiennent des vestiges lithiques antérieurs à ceux de la culture Clovis.
- Avant le XIIe millénaire av. J.-C., le couloir du fleuve Mackenzie aurait été impraticable parce que recouvert par les glaciers.
- L'extinction massive de la mégafaune des Amériques à la fin du Pléistocène supérieur serait due à l'irruption soudaine sur le continent de groupes humains équipés d'armes de chasse puissantes parmi une faune restée peu farouche en l'absence de peuplement humain antérieur[1].
- Diverses théories archéologiques pré-Clovis se sont ensuite révélées incorrectes[2].
- Des datations remontant au départ à plus de 14 000 ans avant le présent ont été ensuite revues à la baisse (par exemple, les cas de Sunnyvale, Haverty, Del Mar, Riverside-San Jacinto, Taber, La Jolla, Los Angeles-Baldwin Hills, Yuha, Truckhaven, Hombre de Otavalo, Laguna, analysés par Taylor en 1985 ; ou les crânes de Punín, analysés par Holm en 1981).

La question du premier peuplement de l'Amérique a nourri pendant des décennies une controverse durable et passionnée au sein de la communauté archéologique américaine.

## Critique
La théorie du peuplement tardif est aujourd'hui invalidée par une série de découvertes archéologiques et d'études génétiques, qui fournissent des preuves convergentes de la présence humaine en Amérique bien avant la période Clovis. Ces travaux ne remettent pas seulement en question la date de l'arrivée des premiers hommes, mais aussi les routes utilisées pour arriver et pour s'étendre sur tout le continent. Ils confirment toutefois l'origine nord-sibérienne des premiers Paléoindiens, arrivés en Amérique par la Béringie.